# Srdce na dlani (film, 2022)
Srdce na dlani je česká romantická komedie z roku 2022 režiséra a scenáristy Martina Horského. Příběh vypráví o třech generacích jedné rodiny, jejíž členové najdou lásku.  V hlavních rolích se objevili Bolek Polívka, Eliška Balzerová, Jana Pidrmanová, Matouš Ruml, Vladimír Polívka a Kristína Svarinská. Bolek a Vladimír Polívkovi si ve filmu poprvé zahráli otce a syna.
Film měl premiéru v českých kinech dne 20. ledna 2022.

## O filmu
Film vypráví několik příběhů, které spojuje láska. Důchodce Josef si chce splnit celoživotní sen stát se klaunem a setkává se s majitelkou pojízdné kavárny Maruškou. Josefova dcera Anička se po milostném zklamání stěhuje k Josefovi do vily se svým pětiletým synem Honzíkem. Posléze se setká s Pavlem, svou dávnou láskou. Josefův syn Karel, který je na upoutaný invalidní vozík, najde zalíbení v Elišce, učitelce svého synovce.

## Obsazení
| Bolek Polívka           | Josef                         |
| Eliška Balzerová        | Maruška                       |
| Vladimír Polívka        | Karel, Josefův syn            |
| Kristína Svarinská      | Eliška                        |
| Jana Pidrmanová         | Anička, Josefova dcera        |
| Matouš Ruml             | Pavel                         |
| Veronika Khek Kubařová  | Bára                          |
| Jenda Čadil             | Honzík, Aniččin syn           |
| Petr Vaněk              | Luboš, Aniččin bývalý partner |
| Hynek Čermák            | soused Králík                 |
| Jaroslava Kretschmerová | Marta                         |
| Pavla Tomicová          | prodavačka ve zverimexu       |
| Jaromír Nosek           | Radek                         |
| Marek Taclík            | majitel Válečka               |
| Eva Leinweberová        | pejskařka                     |
| Lukáš Příkazký          | úředník                       |

## Recenze
Čeští recenzenti film povětšinou hodnotili jako průměrný: 
- František Fuka, FFFilm, 19. ledna 2022, [6]
- Stanislav Dvořák, Novinky.cz, 19. ledna 2022, [7]
- Jan Varga, Filmspot, 19. ledna 2022, [8]
- Lukáš Král, Kinobox, 19. ledna 2022, [9]
- Mirka Spáčilová, iDNES.cz, 20. ledna 2022, [10]
- Lenka Vosyková, Červený koberec, 22. ledna 2022, [11]
- Mojmír Sedláček, MovieZone, 22. ledna 2022, [12]

Kamil Fila v recenzi pro Aktuálně.cz kritizoval předvídatelnost děje a sdělil, že komedie oproti Horského předchozímu filmu Ženy v běhu nemá takový potenciál, aby se na ni diváci chtěli opakovaně dívat. Jan Jaroš v recenzi pro ČT art komedii nazval „lehkou a bezstarostnou, neusilující o nic jiného než pobavit“. Současně ale dodal, že kvalita snímku „nesahá až na umělecké dno“, režisér si zachovává jistou nonšalanci a také ovládá řemeslo.